# Futbol'nyj Klub Volyn' 2013-2014
Questa voce raccoglie le informazioni riguardanti il Futbol'nyj Klub Volyn' nelle competizioni ufficiali della stagione 2013-2014.

## Rosa
| N. |                               | Ruolo | Calciatore          |
| -- | ----------------------------- | ----- | ------------------- |
| 3  | Ucraina (bandiera)            | D     | Serhiy Siminin      |
| 4  | Ucraina (bandiera)            | C     | Vitalij Pryndeta    |
| 5  | Ucraina (bandiera)            | C     | Roman Karasjuk      |
| 6  | Macedonia del Nord (bandiera) | D     | Vanče Šikov         |
| 7  | Ucraina (bandiera)            | C     | Vitaliy Hoshkoderya |
| 8  | Ucraina (bandiera)            | D     | Dmytro Njemčaninov  |
| 10 | Romania (bandiera)            | C     | Eric Bicfalvi       |
| 11 | Ucraina (bandiera)            | A     | Redvan Memešev      |
| 14 | Slovacchia (bandiera)         | D     | Ján Maslo           |
| 15 | Romania (bandiera)            | C     | Florentin Matei     |
| 16 | Israele (bandiera)            | D     | Gal Shish           |
| 19 | Brasile (bandiera)            | A     | Celin               |
| 20 | Ucraina (bandiera)            | D     | Dmytro Zaderetskyi  |

| N. |                    | Ruolo | Calciatore         |
| -- | ------------------ | ----- | ------------------ |
| 23 | Ucraina (bandiera) | D     | Bohdan Shershun    |
| 26 | Ucraina (bandiera) | D     | Roman Nykytyuk     |
| 29 | Ucraina (bandiera) | C     | Yaroslav Kinash    |
| 36 | Ucraina (bandiera) | D     | Roman Hodovanyi    |
| 42 | Ucraina (bandiera) | P     | Vitaliy Nedilko    |
| 44 | Ucraina (bandiera) | C     | Bohdan Karkovskyi  |
| 74 | Ucraina (bandiera) | P     | Artem Kyčak        |
| 78 | Ucraina (bandiera) | P     | Serhiy Litovchenko |
| 79 | Nigeria (bandiera) | C     | Michel Babatunde   |
| 88 | Ucraina (bandiera) | C     | Ihor Skoba         |
| 89 | Ucraina (bandiera) | A     | Dmytro Kozban      |
| 91 | Ucraina (bandiera) | D     | Temur Partsvaniya  |
| 99 | Brasile (bandiera) | C     | Ramon Lopes        |
|    | Camerun (bandiera) | D     | Éric Matoukou      |